# لمنیسکوس داخلی
لمنیسکوس داخلی (یا لمنیسکوس میانی)، (به انگلیسی: Medial Lemniscus)، که به نوار ریل (به انگلیسی: Reil's Band) یا روبان ریل هم شناخته می شود، یک کلاف از آکسون‌های به شدت میلینی شده اند که در ساقه مغزی، به‌ویژه در بصل النخاع تقاطع می یابند. لمنیسکوس میانی توسط تقاطع حسی الیاف کمانی داخلی تشکیل شده اند. الیاف کمانی داخلی از آکسون‌های هسته گراسیلیس و هسته کونئاتوس تشکیل شده اند. آکسون‌های هسته گراسیلیس و هسته‌های کونئاتوس در لمنیسکوس میانی، اجسام سلولی دارند که در حالت جانبی-مقابلی (یا طرفی-مقابلی) نسبت به هم قرار گرفته اند.
لمنیسکوس داخلی بخشی از راه ستون پشتی-لمنیسکوس داخلی اند که از پوست به سمت تالاموس صعود کرده، و برای حس پیکری پوست و مفاصل اهمیت دارند، لذا، جراحت لمنیسک‌های داخلی منجر به اختلال حس ارتعاشی و فشاری-لامسه‌ای می گردد.